# 南守谷駅

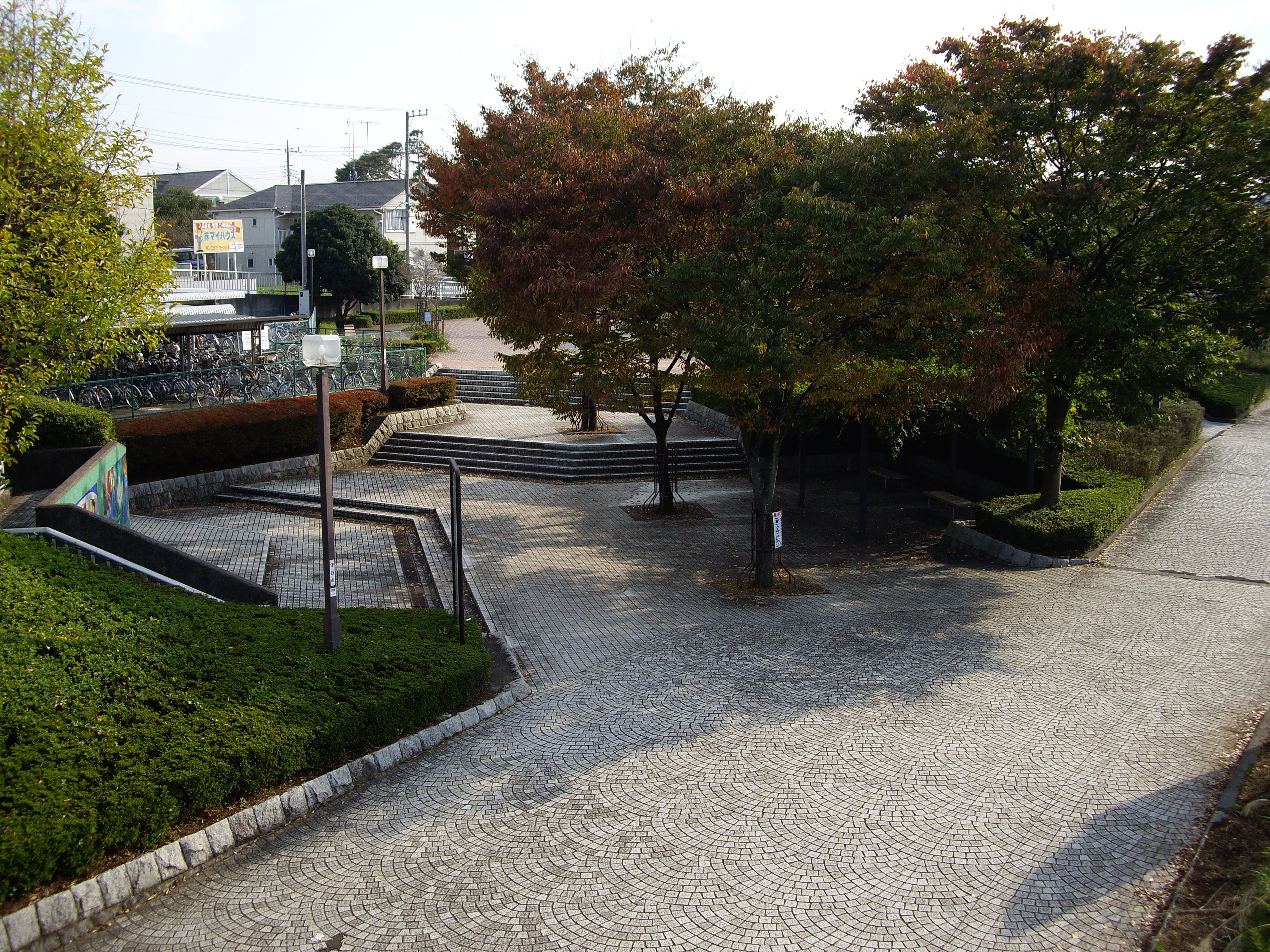
駅前広場

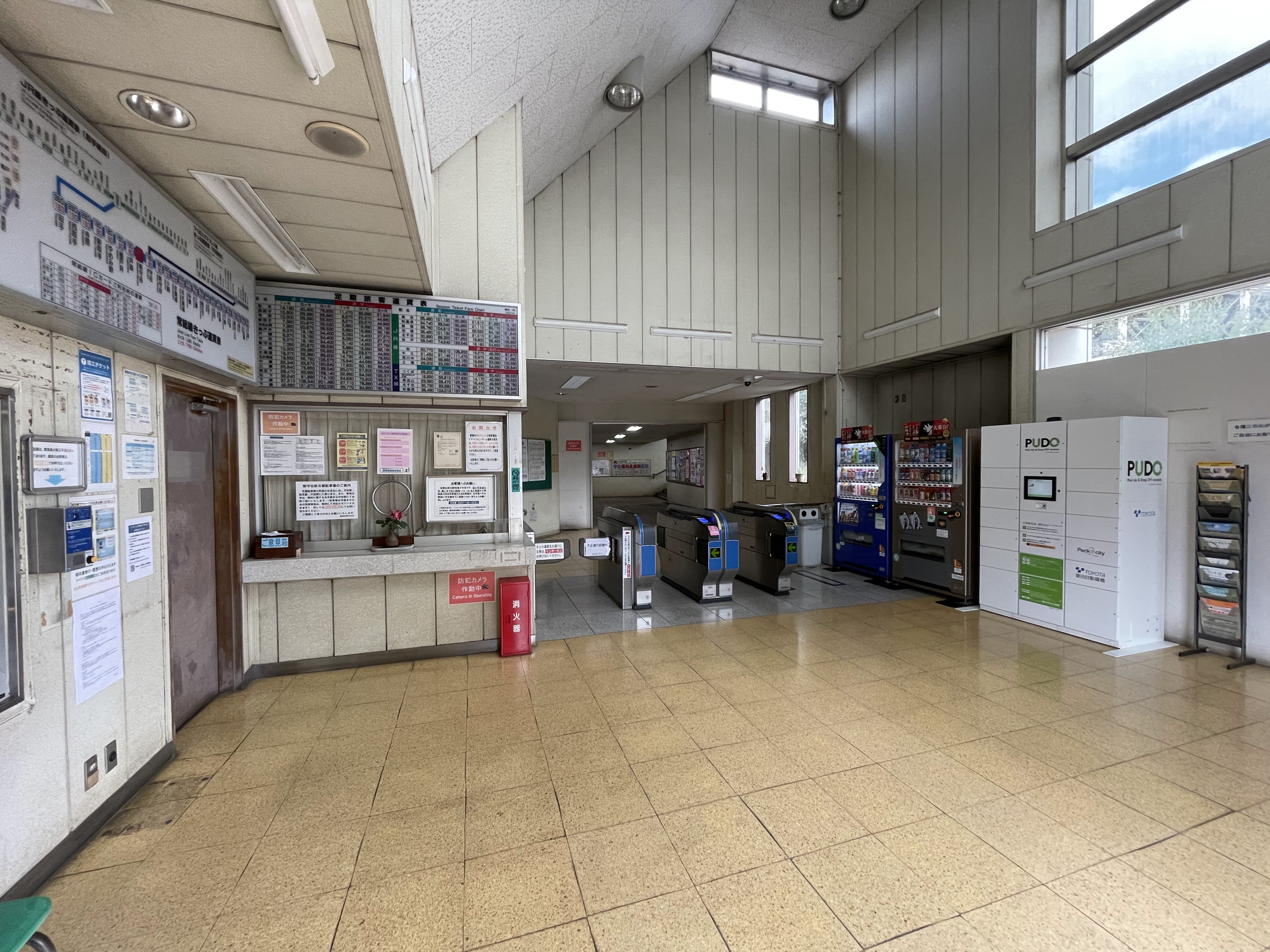
改札口

南守谷駅（みなみもりやえき）は、茨城県守谷市けやき台一丁目にある、関東鉄道常総線の駅である。
常総ニュータウン南守谷の端に位置する。

## 概要
当駅は守谷市の南部に位置し、さくらの杜公園、けやき台公園、松風公園、松ケ丘公園の最寄り駅である。

## 歴史

### 年表
- 1960年（昭和35年）11月15日：常総筑波鉄道の駅として北相馬郡守谷町大字乙子275番地6に開業[1]。島式ホーム1面2線で取手寄りに構内踏切があった。
- 1965年（昭和40年）6月1日：鹿島参宮鉄道との合併により、関東鉄道の駅となる[1]。
- 1982年（昭和57年）12月8日：寺原駅から当駅間が複線化される[1]。
- 1983年（昭和58年）5月31日：当駅から新守谷駅間が複線化される[1]。
- 1987年（昭和62年）：住宅・都市整備公団（現・都市再生機構）が、常総ニュータウン整備の一つとして駅周辺の住宅開発を行い、その「街びらき」の時期にあわせて下館寄りに移設開業。
- 1988年（昭和63年）5月31日：町名変更及び地番整理事業により、駅所在地の住所表記を北相馬郡守谷町けやき台一丁目1番地1に変更[3]。
- 時期不明：乗降客数の増加に伴い、常総線内では取手駅、戸頭駅、新守谷駅に続いて自動改札機が設置された。
- 2002年（平成14年）2月2日：守谷町の市制施行にともない、駅所在地の住所を守谷市けやき台一丁目1番地1に変更[4]。
- 2009年（平成21年）3月14日：ICカード「PASMO」供用開始[5][1]。
- 2010年（平成22年）2月16日：一部時間帯について駅員無配置となる[1][6]。
- 2013年（平成25年）2月16日：原則として終日、駅員無配置となる[7]。

### 駅名の由来
旧守谷町の南寄りに位置していたことから命名された。

## 駅構造

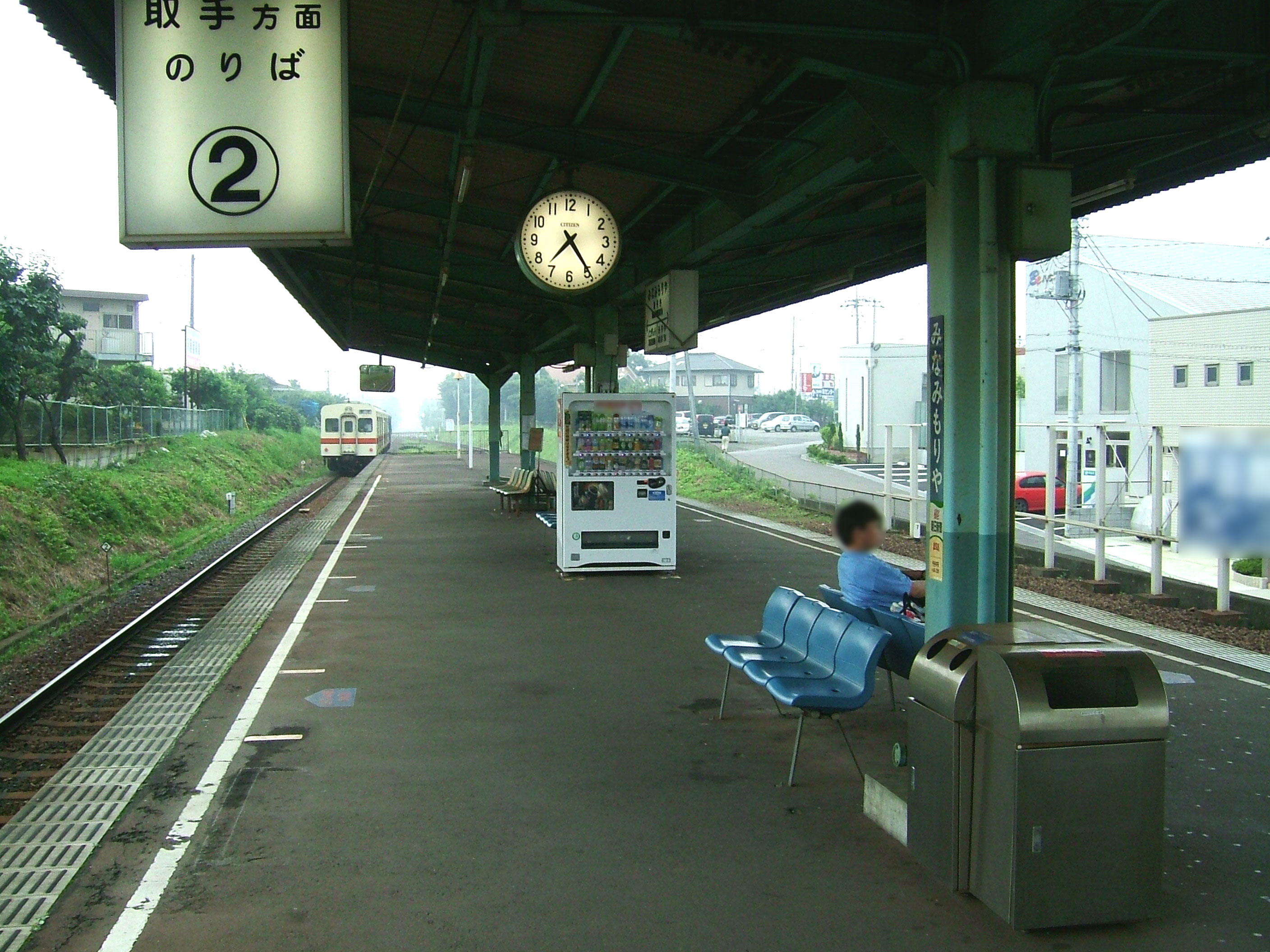
ホーム

島式ホーム1面2線を有する地上駅である。隣の戸頭駅と同様に地形の関係上、駅舎側（南側）から見ると高架駅のようにも見える。

### のりば
| 番線 | 路線    | 方向 | 行先                   |
| ---- | ------- | ---- | ---------------------- |
| 1    | ■常総線 | 下り | 守谷・水海道・下館方面 |
| 2    | ■常総線 | 上り | 取手方面               |

## 当駅における運行形態
- 上り（戸頭・稲戸井・取手方面）
  - 日中は概ね1時間に3本の普通列車（取手行）が停車する[8]。
- 下り（守谷・小絹・水海道・下妻・下館方面）
  - 日中は概ね1時間に3本の普通列車（水海道行、下館行）が停車する。一部列車は、下館行の列車でも水海道駅で乗り換えが必要な列車も設定されていて[注釈 1]、一部時間帯には隣駅の守谷行と夜間には下妻行の列車も設定されている[8]。

## 利用状況
かつては沿線内でも利用客の多い駅であったが、首都圏新都市鉄道つくばエクスプレスが隣の守谷駅で接続するようになったことと、それに伴い守谷市内のバス路線が守谷駅を中心に四方に伸びるようになったことから、同線開業以後は大幅に減少している。
乗降人員は下表のとおりである。
| 年度   | 1日平均 乗降人員 |
| ------ | ---------------- |
| 2003年 | 3,464            |
| 2004年 | 3,569            |
| 2005年 | 3,078            |
| 2006年 | 2,616            |
| 2007年 | 2,661            |
| 2008年 | 2,608            |
| 2009年 | 2,486            |
| 2010年 | 2,336            |
| 2011年 | 2,208            |
| 2012年 | 2,297            |
| 2013年 | 2,292            |
| 2014年 | 2,332            |
| 2015年 | 2,362            |
| 2016年 | 2,412            |
| 2017年 | 2,426            |
| 2018年 | 2,465            |
| 2019年 | 2,419            |
| 2020年 |                  |
| 2021年 |                  |
| 2022年 | 2,335            |

## 駅周辺

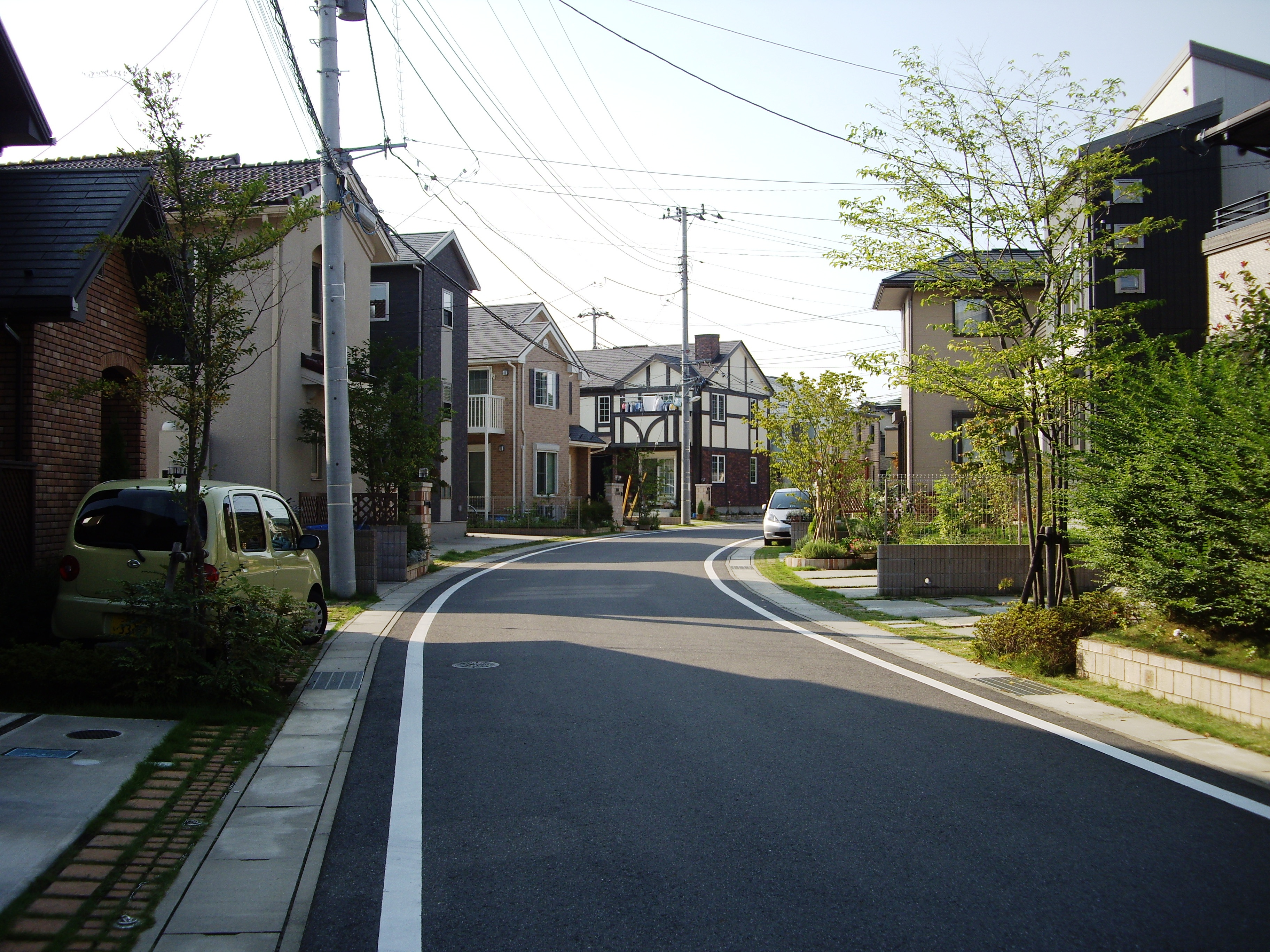
駅周辺の住宅街

南側には国道294号が通り、これを立体交差でくぐると駅前広場と駐輪場がある。この広場を起点として、遊歩道「幸福の路（しあわせのみち）」が常総ニュータウン南守谷中央部（けやき台・松ケ丘）を通じて常総ふれあい道路まで伸びている。幸福の路の沿道には学校や公園が複数あり、周辺にはロードサイド型店舗が多い。また、北側広場の先にある坂を上ると銚子街道にたどり着く。街道沿いには守谷駅から続く守谷の旧市街が広がる。駅周辺は、かつて足軽が集団居住していた名残から昭和末期までは｢足軽町｣と呼ばれていた。
屋根付きの無料駐輪場が南北に一箇所ずつ整備されている。
北側（本町・みずき野方面）
- 駅前ロータリー・駐輪場
- 南守谷駅入口バス停留所（銚子街道）
- さくらの杜公園
- 守谷市立愛宕中学校
- 守谷市立郷州小学校
- 守谷みずき野郵便局

南側（常総ニュータウン南守谷〔けやき台・松ケ丘〕・美園・乙子方面）
- 駅前ロータリー・駐輪場
- 南守谷駅バス停留所（国道294号）
- 南守谷交番 - 駅徒歩10分・常総ふれあい道路沿い
- けやき台公園
- 松風公園
- 松ケ丘公園
- 守谷市立けやき台中学校
- 守谷市立高野小学校
- 筑波銀行守谷けやき台支店
- 常陽銀行南守谷出張所
- 西友楽市 守谷ショッピングセンター

## バス路線
駅の北側の銚子街道沿いに「南守谷駅入口」バス停がある。
| 乗場 | 系統    | 主要経由地                     | 行先       | 運行会社                             | 備考   |
| ---- | ------- | ------------------------------ | ---------- | ------------------------------------ | ------ |
|      | Bルート | 守谷郵便局前                   | 守谷駅西口 | 守谷市コミュニティーバス（モコバス） | 左回り |
|      | Bルート | 乙子・高野小学校前・守谷市役所 | 守谷駅西口 | 守谷市コミュニティーバス（モコバス） | 右回り |

- かつては「南守谷駅入口」バス停から、関東鉄道のけやき通り中央行・取手駅西口行等が発着していた、
- 2013年4月[11]までは、駅の南側の国道294号に「モコバス」の「南守谷駅」バス停があったが、ルート変更に伴い無くなった。
- かつては駅南側のロータリーから東京方面への高速バスが発着していた。

## 隣の駅
関東鉄道
■常総線
■快速・■普通
戸頭駅 - 南守谷駅 - 守谷駅

### 記事本文